# Ле-Ман
Ле-Ма́н (фр. Le Mans МФА: [lə mɑ̃]о файле, брет. ar Mañs, лат. Cenomanum, Suindinum) — город во Франции, административный центр департамента Сарта. Население — 141,4 тыс. жителей (2005); вместе с пригородами это один из двадцати восьми крупнейших по населению городов страны.

## Историческая справка

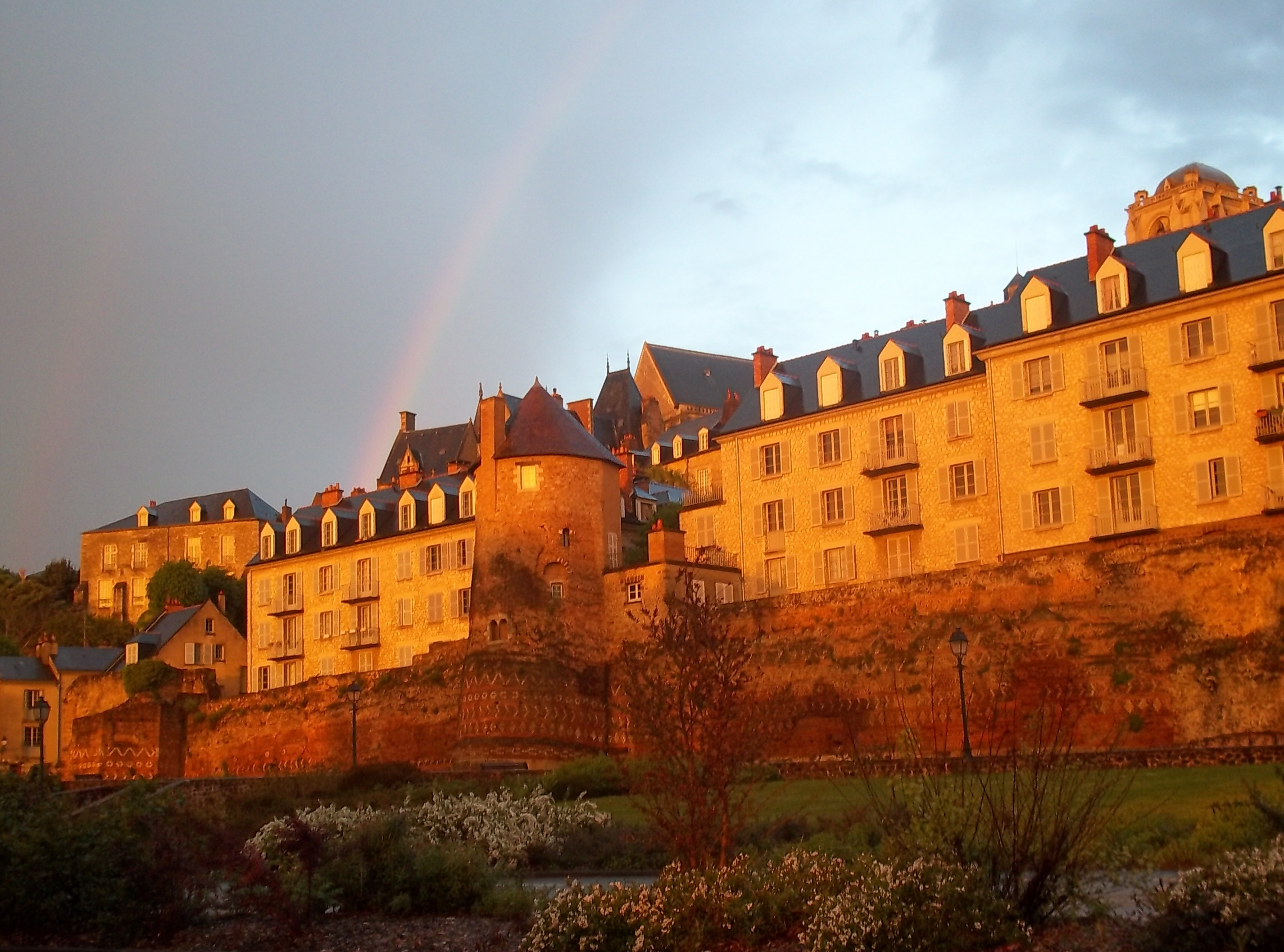
Галло-римские стены

Латинское название Civitas Cenomanorum городу дали его древние жители, галлы-ценоманы. От их поселения сохранились фрагменты галло-римских стен III века, отчасти надстроенных в средневековье, — единственный уцелевший где бы то ни было памятник такого рода. В те же времена жил первый епископ Ле-Мана, св. Жюльен (Юлиан). Именно ему посвящён местный собор, задумывавшийся как один из самых высоких храмов средневековой Франции.
В Средние века Ле-Ман служил столицей графства Мэн, которое при Генрихе II Плантагенете (здесь родившемся) и его сыновьях входил в состав владений английской короны (т. н. Анжуйская империя). Во время Столетней войны Ле-Ман несколько раз переходил из рук в руки.
В январе 1871 года, в ходе Франко-прусской войны, при Ле-Мане произошло крупное сражение, в котором французы потерпели поражение и потеряли Западную Францию.

## Население
| Изменение численности населения Ле-Мана в период с 1800 по 2008 годы |        |        |        |        |        |        |         |         |         |         |         |         |         |         |
| 1800                                                                 | 1841   | 1876   | 1901   | 1911   | 1926   | 1936   | 1946    | 1954    | 1962    | 1968    | 1975    | 1990    | 1999    | 2008    |
| 18 081                                                               | 25 189 | 50 175 | 63 272 | 69 361 | 72 287 | 84 525 | 100 455 | 111 891 | 132 181 | 143 246 | 152 285 | 145 502 | 146 064 | 143 547 |

## Климат
| Показатель | Янв. | Фев. | Март | Апр. | Май  | Июнь | Июль | Авг. | Сен. | Окт. | Нояб. | Дек. | Год   |
| --- | ---- | ---- | ---- | ---- | ---- | ---- | ---- | ---- | ---- | ---- | ----- | ---- | ----- |
| Средняя температура, °C                                                                                         | 4,1  | 5,0  | 7,2  | 9,8  | 13,3 | 16,7 | 18,8 | 18,3 | 16,0 | 12,1 | 7,3   | 4,8  | 11,1  |
| Норма осадков, мм                                                                                               | 64,8 | 59,4 | 58,7 | 50,7 | 60,8 | 45,6 | 49,6 | 45,1 | 54,1 | 57,7 | 67,7  | 63,8 | 678,0 |
| Источник: http://climat.meteofrance.com/chgt_climat2/climat_france?CLIMAT_PORTLET.path=climatstation%2F72181001 |      |      |      |      |      |      |      |      |      |      |       |      |       |

## Достопримечательности
Главная достопримечательность города — недостроенный до сих пор средневековый собор св. Юлиана, в котором на романскую первооснову наложено несколько слоёв готики. Храм особенно знаменит своими витражами. 
Живописный старый город (т. н. город Плантагенетов), окружённый галло-римской стеной, с готическими храмами и ренессансными особняками, резко контрастирует с окружающей его современной застройкой из стекла и бетона. У старых ворот города расположено цистерцианское аббатство Лепо, основанное в 1229 году королевой Беренгарией, переехавшей жить в Ле-Ман после гибели своего супруга, Ричарда Львиное Сердце. Замок графов Мэна сохранился в сильно перестроенном виде. В центре города также расположена церковь Нотр-Дам-де-ля-Кутюр на месте бывшего аббатства.

## Спорт
Ле-Ман известен главным образом благодаря гонкам «24 часа Ле-Мана», которые традиционно проводятся на пригородных трассах «Сарта» и «Бугатти». Рядом с городом действует крупный музей старинных автомобилей. Помимо автомобильных, с 1953 года в Ле-Мане проводятся международные велосипедные гонки Круг Сарты. Во французской футбольной лиге город представляет клуб «Ле-Ман».

## Исторические события
8 августа 1908 года на ипподроме в Ле-Мане состоялись первые официальные показательные полёты братьев Райт (на илл.). Полеты вызвали большой интерес как со стороны специалистов, так и широкой публики и положили начало успеху братьев Райт в Европе.

## Города-побратимы
- Падерборн, Германия (1967)
- Болтон, Великобритания (1974)
- Кинтанар-де-ла-Орден, Испания (1980)
- Ростов-на-Дону, Россия (1981)
- Хауза, Западная Сахара (1982)
- Волос, Греция (1983)
- Судзука, Япония (1990)
- Сяньян, Китай (2001)

## Галерея

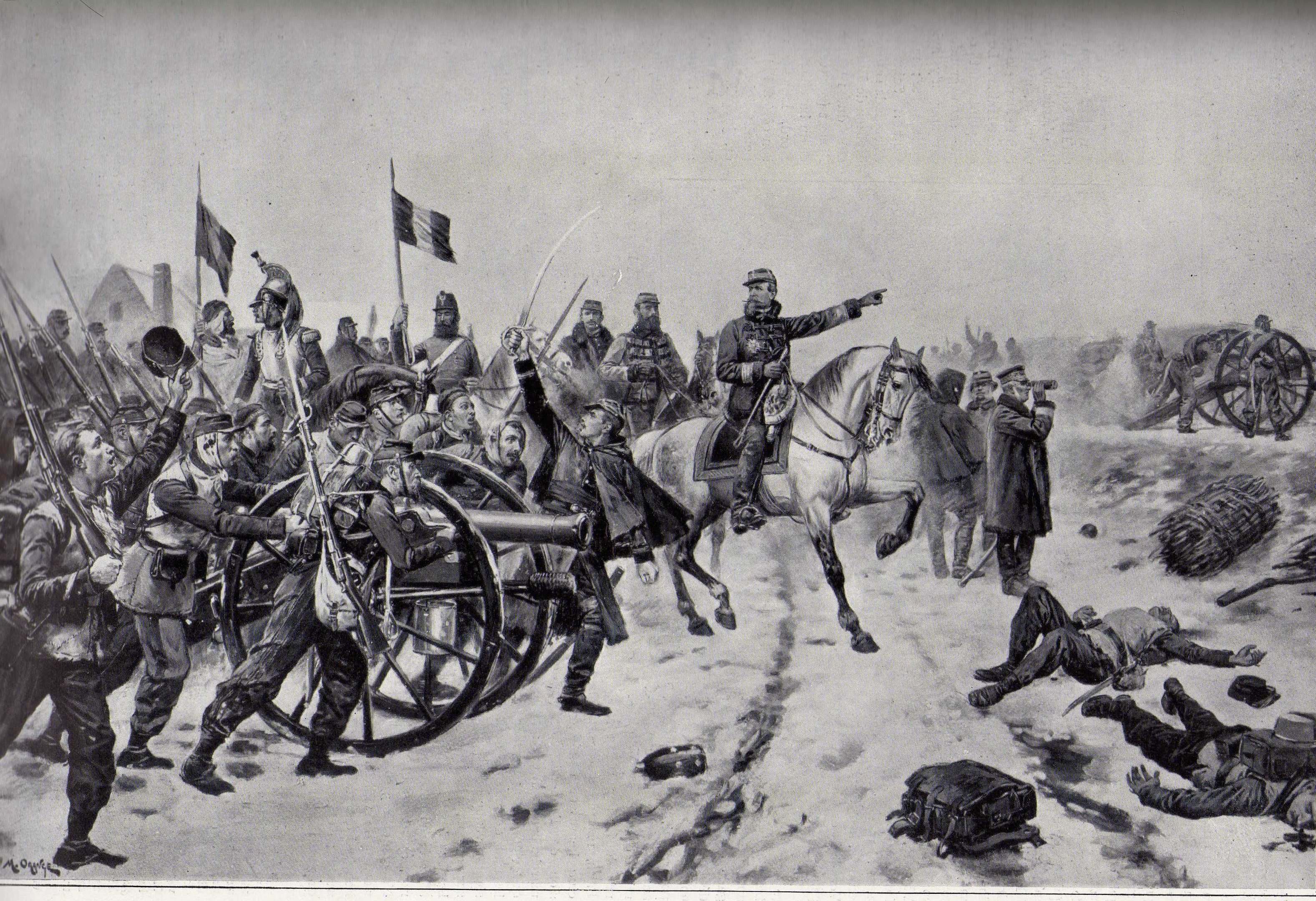
Бой при Ле-Мане
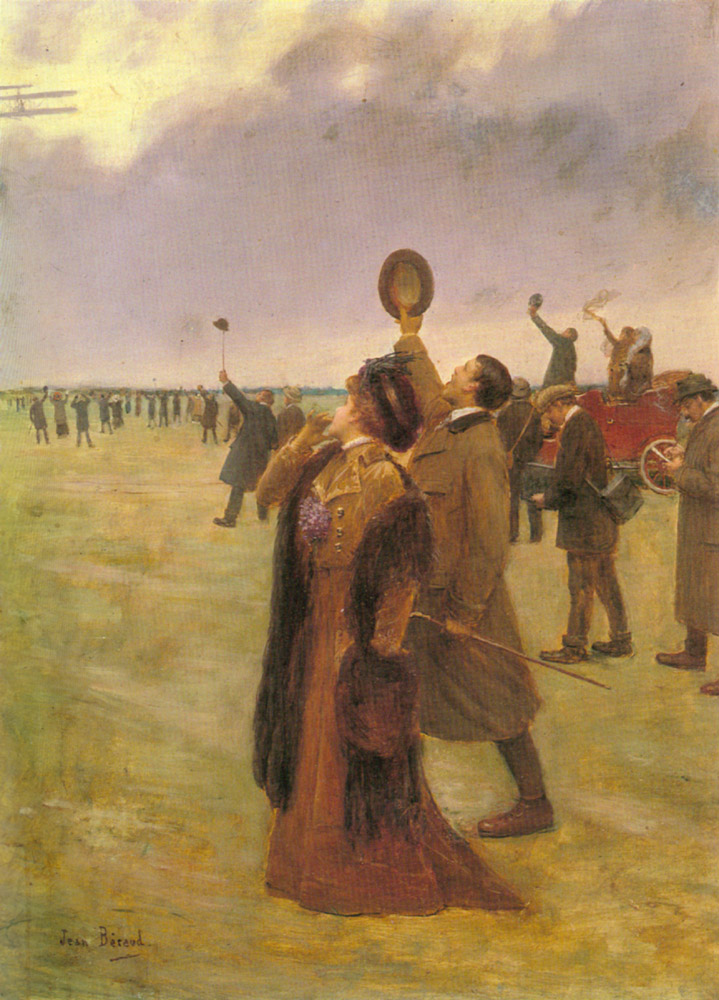
Ж.Беро. Полёт биплана братьев Райт. Частное собрание
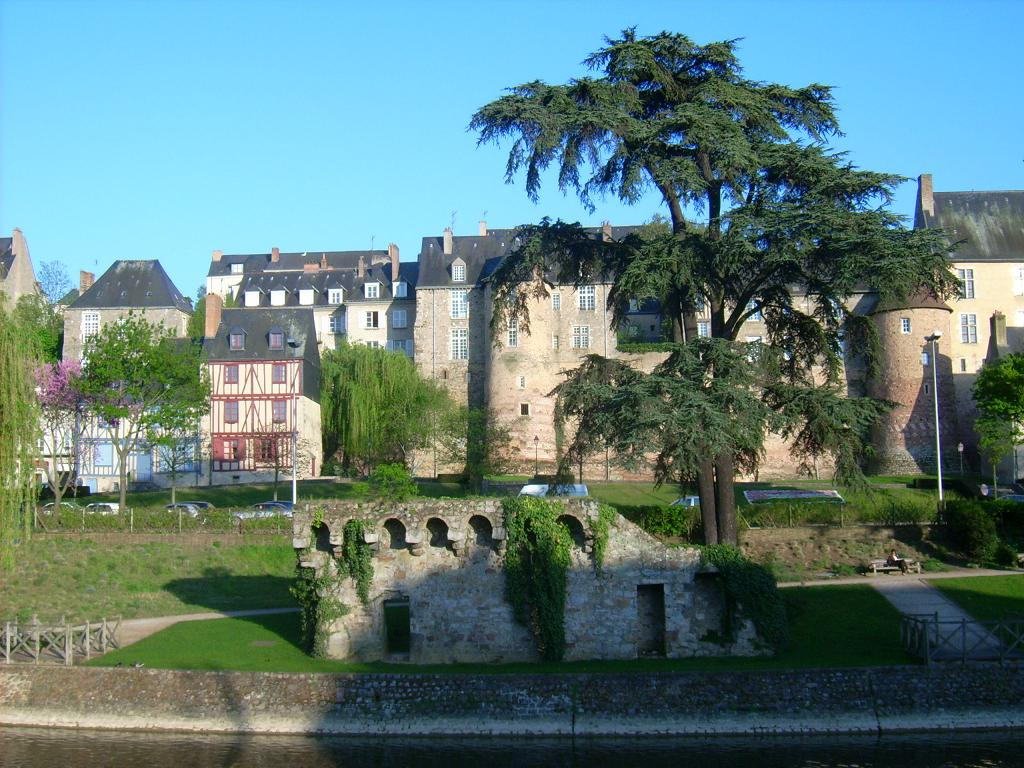
Галло-римские стены Ле-Мана
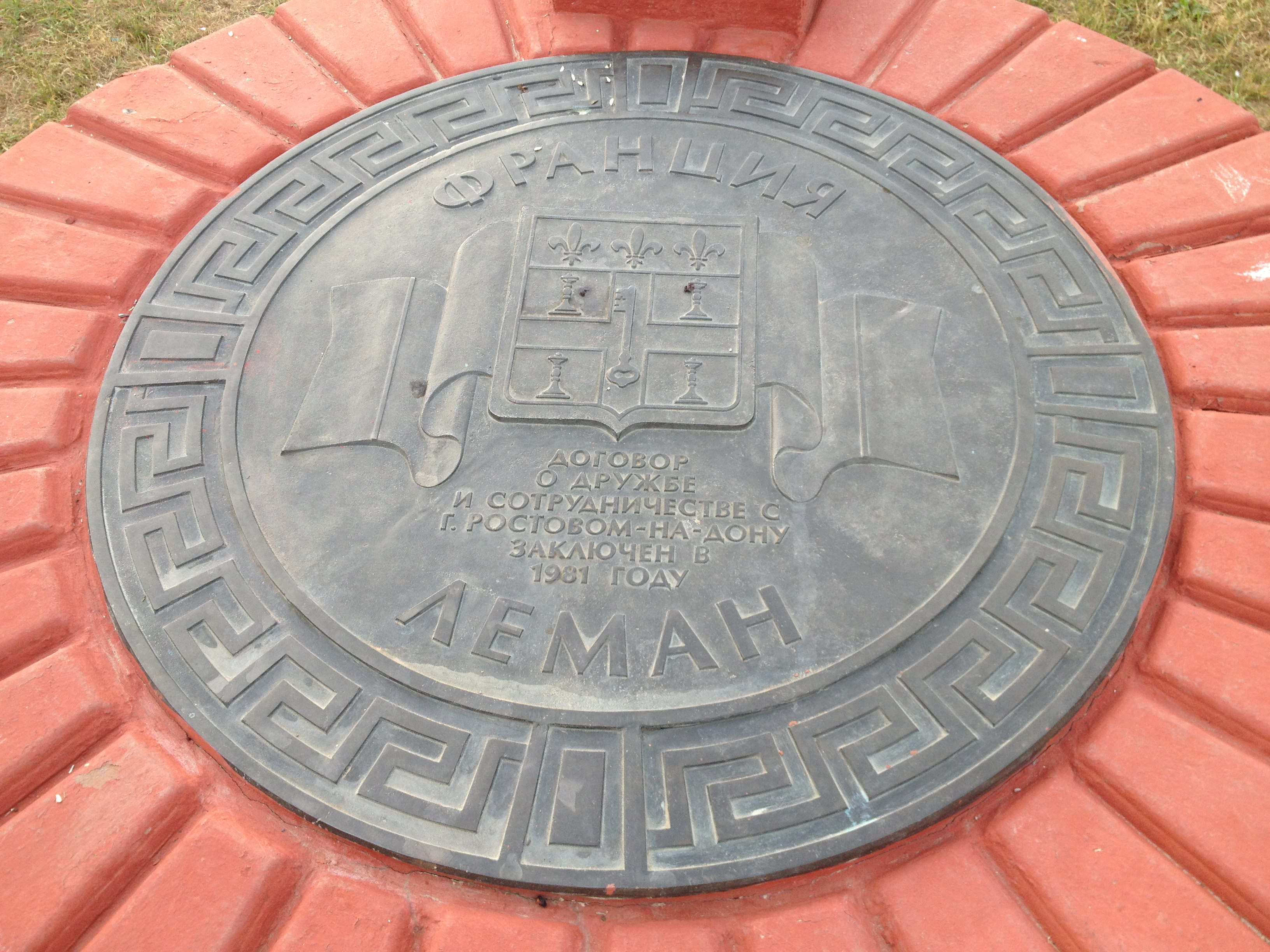
Знак в Ростове-на-Дону